# Der Mann mit dem Kuckuck
Der Mann mit dem Kuckuck (Originaltitel: Personal Property) ist eine US-amerikanische Liebeskomödie aus dem Jahr 1937 unter der Regie von W. S. Van Dyke. Es war der letzte vollendete Film mit Jean Harlow. Der Film basiert auf dem Theaterstück The Man in Possession von H. M. Harwood, das zuvor von MGM als The Man in Possession verfilmt worden war.

## Handlung
Raymond Dabney wird aus dem Gefängnis entlassen und wird, als er zuhause angekommen ist, von seiner Mutter willkommen geheißen, doch sein Vater und sein Bruder bieten ihm Geld, um wegzugehen. Raymond mag es in London und bleibt deshalb. Seine Mutter erzählt ihm, dass Claude inzwischen verlobt ist. Raymond geht hinaus und trifft Crystal Wetherby, deren Loge in der Oper er sich anschließt. Jedoch geht sie und Raymond folgt ihr. Crystal wird von Geldeintreibern belästigt und Raymond trifft den Gerichtsvollzieher Herbert Jenkins vor ihrer Tür. Ein Polizist teilt Crystal mit, dass Raymond die Anordnung hat, dort zu bleiben und sicherzustellen, dass niemand die Möbel wegnimmt. Crystal erzählt Raymond, dass ihr Mann Trophäen geschossen hat, und gibt Raymond den großen Pyjama ihres Mannes, was ihn in das Zimmer des Butlers treibt.
Raymond bringt Crystal das Frühstück, aber sie versucht ihn loszuwerden. Claude ruft Crystal an und sie erzählt Raymond, dass die Eltern ihres Verlobten zum Abendessen kommen. Raymond bietet ihr an als Ferguson „Butler“ zu spielen und sie üben mit Crystal die Rolle von Catherine Burns und Lord Carstairs. Raymond erfährt, dass seine Familie kommt, und kündigt sie an. Claude sagt Raymond, er solle verschwinden. Catherine Burns und Mrs. Burns treffen ein, gefolgt von Lord Carstairs und dem murmelnden Arthur. Raymond serviert die Cocktails und Claude sagt zu Crystal, dass sie heiraten und ihren Besitz teilen können. Ehe sei die beste Investition, erklärt er. Catherine versucht mit Ferguson zu flirten, aber dazu ist er zu beschäftigt. Er verschüttet Essen auf Claude, der erneut verlangt, dass Raymond geht. Nachdem die anderen Gäste gegangen sind, erzählt Claude Crystal, dass Raymond gerade aus dem Gefängnis entlassen wurde. Raymond sagt, er würde gehen, wenn Crystal ihn darum bitten würde. Sie sagt, er könne bleiben, damit er seinen Job nicht verliert. Sie dankt Raymond dafür, dass er sie nicht bloßgestellt hat, schickt Clara ins Bett und spült das Geschirr, welches Raymond danach abtrocknet. Raymond erzählt Crystal, dass Catherine ihn einstellen möchte, die gerade anruft. Raymond und Crystal tun so, als ob sie ein Picknick machen würden und Gute-Nacht sagen würden.
Am Morgen bittet Claude Raymond wieder zu gehen, bevor Crystal herausfindet, wer er ist. Raymond stimmt für 500 Pfund zu. Raymond fragt Crystal nach der Hochzeit und sie streiten sich, weil sie wegen des Geldes heiratet. Vor der Hochzeit teilt Raymond dem Gerichtsvollzieher mit, dass die Rechnung bezahlt ist. Raymond zeigt Claude das Schreiben, während Männer Möbel entfernen. Raymond bietet Crystal an, Claude zu erklären, dass er ein Glücksjäger war. Raymond sagt Crystal, dass Claude sie nicht heiraten wird, und sie küssen sich.

## Hintergrund

### Erscheinungsdatum
Der Film erschien am 19. März 1937 in den Vereinigten Staaten.

### Budget und Einnahmen
Für die Herstellung des Films wurden 299.000 US-Dollar benötigt. Laut der MGM-Aufzeichnungen spielte der Film in den USA und Kanada 1.086.000 US-Dollar ein, anderswo 645.000 US-Dollar, was zu einem Gewinn von 872.000 US-Dollar führte.